# Autoball

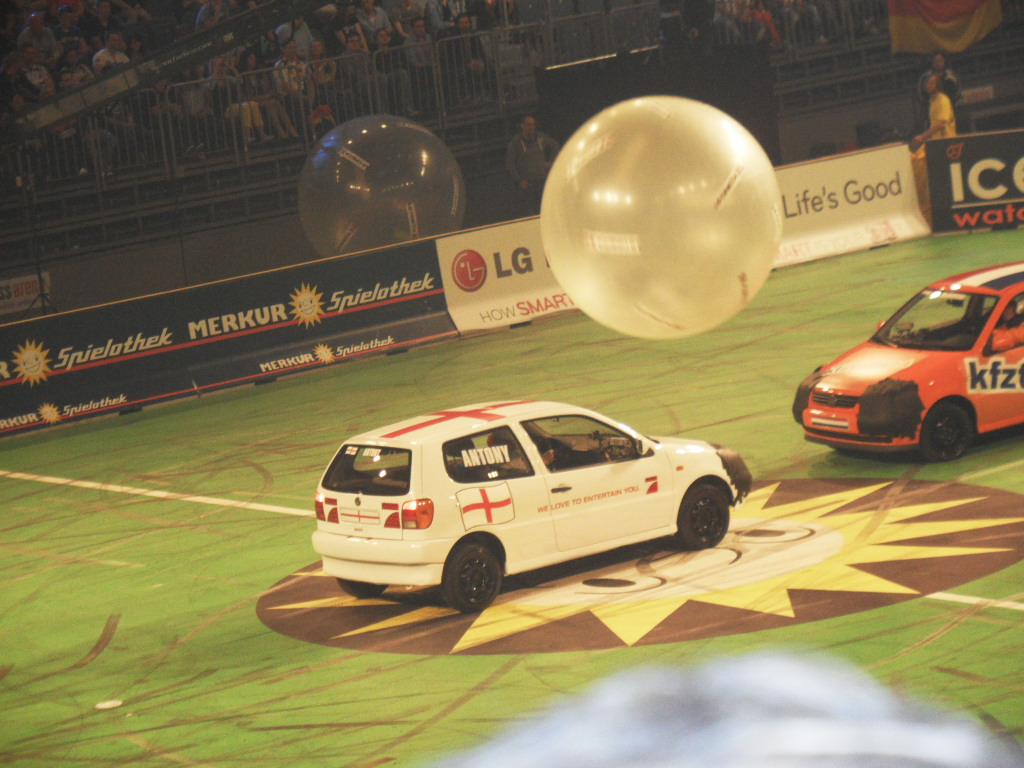
Ross Antony (England) gegen Harry Wijnvoord (Niederlande) bei der TV total Autoball Europameisterschaft 2012

Bei Autoball handelt es sich um eine Ballsportart der Gattung Torspiel, bei der zwei oder mehrere Personen mit dem Ziel gegeneinander antreten, mit ihren PKWs mehr Tore als der Gegner zu erzielen und so das Spiel zu gewinnen. Die Wettbewerbe werden bisher nur sehr selten und zu Showzwecken ausgeführt, da es keine Verbände, Ligen und Infrastruktur gibt,  die Autoball zu einer regulären Sportart machen würden. Autoball wird ab und zu als Event-Veranstaltung von verschiedenen Firmen ausgetragen.

## Geschichte
Bereits in den 1920er Jahren wurde in Österreich Autoball bzw. Auto-Stoßball in Herren- und Damenwettbewerben mit großen Gummibällen gespielt. In zeitgenössischen Zeitungsberichten wird Autoball als eine Geschicklichkeitsprobe bezeichnet, bei der „ein Gummiball von 1,1 Meter Durchmesser über eine bestimmte Länge der Bahn nur durch Berührung mit dem Wagen vorwärtsgetrieben werden muß [sic]“.
Zu Beginn der 1930er Jahre stellte Karl Kappler (1891–1962), ein erfolgreicher Automobilrennfahrer, im badischen Karlsruhe eine automobile Ballsportart vor. Am 16. Juni 1933 trat der überlegene Kappler im Mercedes-Benz auf dem Fußballplatz des FC Frankonia Karlsruhe im ersten Autoballspiel der Geschichte gegen Willy Engesser im Opel an; eine Fotografie der von mehreren Hundert Zuschauern verfolgten Partie existiert nicht. Anderen Berichten zufolge absolvierte Kappler bereits einige Tage zuvor beim Abschluss des Wiesbadener Automobil-Turniers auf dem Flugplatz Wiesbaden-Erbenheim an Christi Himmelfahrt das von ihm erdachte Autoballspiel, als er mit seinem Mercedes-Schwingachser den Ford-Fahrer Ruthe mit 2:0 Toren besiegte.
Auch drei weitere Partien konnte Kappler unter anderem gegen den Adlerfahrer Gieske für sich entscheiden. Zu Schauzwecken fand einmal ein Spiel mit vier Fahrzeugen statt. Continental entwickelte im Auftrag Kapplers einen Spielball mit einem Durchmesser von etwa 120 Zentimetern. Als Fahrzeuge wurde neben einem Mercedes-Benz Typ 290 und einem Mercedes-Benz Typ 200 Gelände auch ein Wanderer W 10 Cabriolet eingesetzt. Nach Kapplers Rückzug aus dem Automobilsport im Jahr 1935 geriet Autoball in Vergessenheit.
In Brasilien war Autoball in den frühen 1970er Jahren eine beliebte Motorsportart; in Rio de Janeiro, wurde zeitweise eine Meisterschaft ausgetragen. Wegen der Ölkrise wurde es, wie auch andere Motorsportarten, verboten.
In der siebten Ausgabe der TV-Unterhaltungssendung Schlag den Raab am 3. November 2007 wurde die Sportart in Deutschland wiederbelebt. Gegen die Kandidatin Sonja Bartelt gewann Stefan Raab im dritten Spiel des Abends „Autoball“ nach sieben Minuten mit 6:0. In der Folge wurde es eine eigene Show (siehe unten). Bereits zwei Jahre zuvor wurde Autoball in der am 22. Mai 2005 ausgestrahlten Folge der populären britischen TV-Sendung Top Gear gespielt. Dabei traten zwei Teams mit je fünf Toyota Aygos gegeneinander an, um die Agilität des Fahrzeugs unter Beweis zu stellen. Im Folgejahr, in der am 4. Juni 2006 ausgestrahlten Folge, traten fünf Aygos gegen fünf VW Fox an.
Am 7. Juli 2015 wurde das Computerspiel Rocket League veröffentlicht, das die Sportart zusammen mit einigen weniger realistischen Merkmalen umsetzt.

## Autoball (TV total)
Nach dem Spielen von Autoball bei Schlag den Raab wurden bislang sechs so genannte Autoball-Europa- und Weltmeisterschaften von TV total veranstaltet. Die Autoball-Meisterschaften wurden dabei im Zusammenhang mit den im jeweiligen Jahr stattfindenden Fußball-Europa- und Weltmeisterschaften als mehrstündige Live-Fernsehsendungen ausgestrahlt.
An den bisherigen Meisterschaften nahmen jeweils acht Nationen teil. Teilnehmer sind jedoch nicht Motorsport-Leistungssportler, sondern für jedes Land tritt ein mehr oder weniger begabter prominenter Fahrer aus diesem Land an. Gespielt wird zunächst eine Vorrunde in zwei Vierergruppen, von denen sich die beiden besten Spieler für das Halbfinale qualifizieren. Die beiden Sieger der Halbfinale treten dann im Finale gegeneinander an.